# 桐箱
桐箱（きりばこ）とは、桐で出来た箱のこと。外部の気温・湿度の変化に緩やかに適応して中にしまったものを保護することから、日本では書画や工芸品の保管に用いられてきた。文化財を今後も保存していくのに重要であることから、日本の文化庁は桐箪笥とともに製作する職人や工房を「選定保存技術」としている。桐箱で保管されている文化財には、正倉院宝物など国宝や重要文化財もある。
通常は箱と蓋とに分かれており、蓋はかぶせた時の箱との摩擦によってある程度固定され、更にその上から紐を掛けたり風呂敷で包んだりすることが多い。軽くて湿気を通さないため、乾燥や湿気に弱い物品を保存するのに向いている。選定保存技術の保持者に認定されている鈴鹿五郎の工房では、桐材を水処理した後で一年間干すことで表面の変色を抑え、同時に収納品に影響を与える有機酸を減らす効果を生んでいる。
文化財や骨董品以外に桐箱にしまわれるのは、掛軸用の風鎮、数珠のような仏具・神具、茶道具などがある。現代では、高級なマスクメロンの梱包にも使われている。
掛軸用の桐箱は中に軸受けを設けているものが大半で、骨董品の場合は桐箱に入れる前に袱紗（ふくさ）や黄袋などで包むこともある。また、
茶道具は、桐箱に箱書きをすることによって価値が高まる場合がある。墨がにじにくという桐の特徴から、家元や作家の名が箱書きされる。